# Duivelskapel

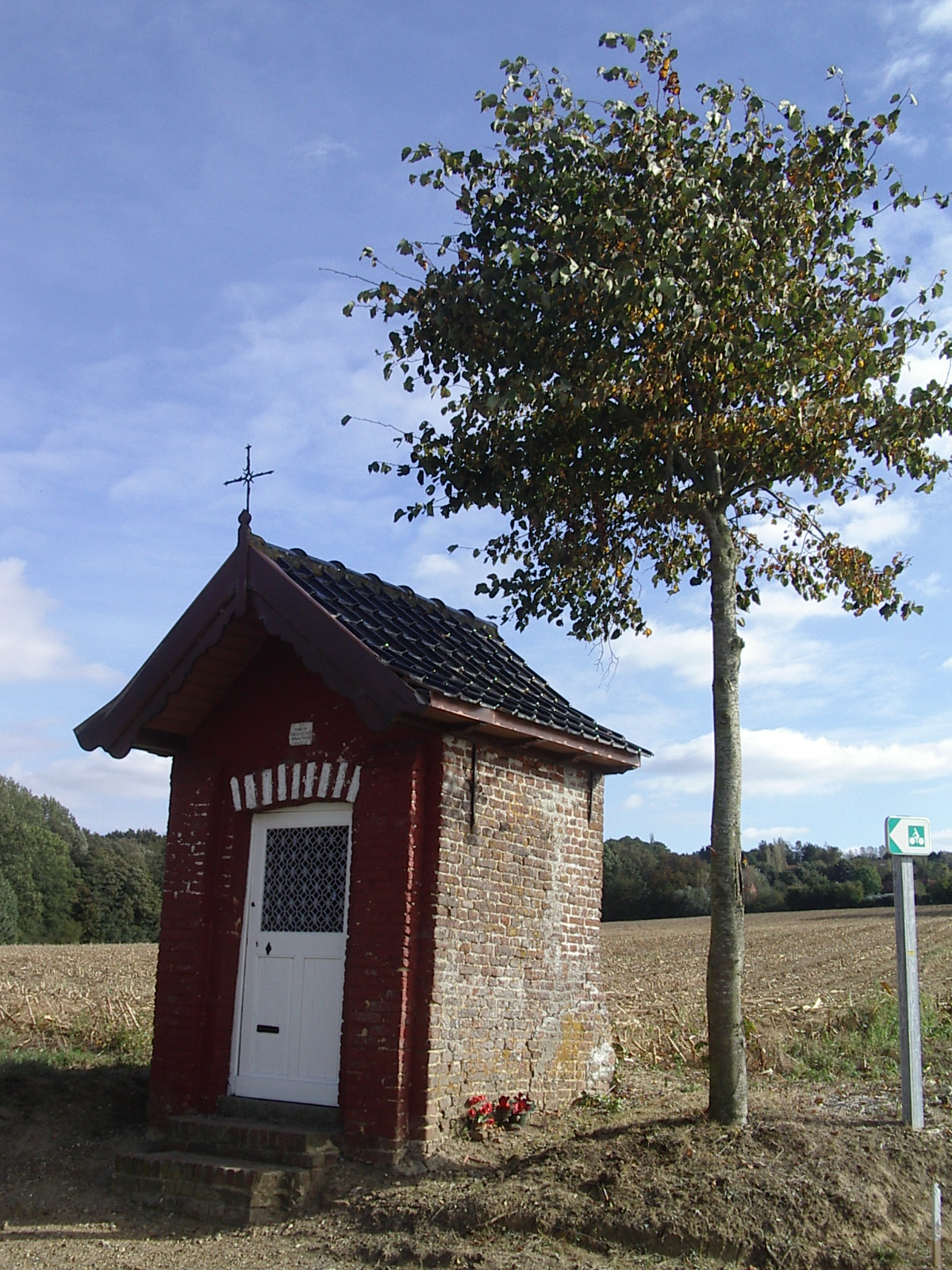
Duivelskapel

De Duivelskapel of Kapel Onze-Lieve-Vrouw Troost der Benauwden (Frans: Chapelle à loques Notre-Dame de toutes les peurs) is een veldkapel in de tot het Franse Noorderdepartement behorende plaats Boeschepe.

## Geschiedenis
De geschiedenis voert terug tot 1768 toen een boer, wellicht enigszins dronken, naar verluidt rond middernacht oog in oog met de duivel kwam te staan. De boer wist te ontsnappen en kwam met de schrik vrij. Een andere variant beweert dat de duivel hier huisde en het op een boer voorzien had die altijd 's avonds langs deze plek moest gaan. De boer zou zo'n schrik hiervan hebben dat hij steeds een grote omweg moest maken om deze plek te vermijden.
Uiteindelijk besloot de boer om op deze plaats een kapel te doen bouwen en deze onder bescherming van Onze-Lieve-Vrouw te plaatsen. Aldus geschiedde en hier had de duivel niet van terug.

## Kapel
De kapel bevindt zich niet ver van de Katsberg. Door het rooster in de voordeur ziet men een Mariabeeld met een bleek, van schrik vertrokken gelaat.